# 妙音院 (徳川家慶側室)
妙音院（みょうおんいん、? - 安政2年（1855年））は、江戸幕府の12代将軍・徳川家慶の側室。俗名は琴。名は廣。

## 生涯
紀伊新宮藩主（紀州藩附家老）水野忠啓の娘として生まれ、旗本・杉重明の養女として預けられていたが、兄の水野忠央が幕政に参加するための糸口として、大奥入りした。
家慶は50代に達していたもののお琴を寵愛し、天保15年（1844年）に十二女・鐐姫、弘化2年（1845年）に十二男・田鶴若、弘化5年（1848年）に十三女・鋪姫、嘉永5年（1852年）に十四男・長吉郎を出産するが、いずれも夭折した。
嘉永6年（1853年）、家慶の死後、お琴の方は落飾し、桜田御用屋敷で過ごしていたが、しばらくして屋敷の改修工事が行われた際に、町男の大工・幸次郎と密通し、後に死去した。死因は頓死であると記録されている（兄忠央に殺されたという説がある）。戒名は妙音院琴譽直弦操心大姉。墓所は増上寺。